# Pringsewu Selatan
Pringsewu Selatan is een bestuurslaag in het regentschap Pringsewu van de provincie Lampung, Indonesië. Pringsewu Selatan telt 9803 inwoners (volkstelling 2010).